# ホモロジー (数学)
数学、とくに代数的位相幾何学や抽象代数学において、ホモロジー（英語: homology）は与えられた数学的対象、例えば位相空間や群に、アーベル群や加群の列を対応させる一つの一般的な手続きをいう。ホモロジーの名は「同一である」ことを意味するギリシャ語のホモス（ὁμός）に由来する。より詳しい背景については ホモロジー論 を見られたい。また、ホモロジーの手法の位相空間に対する具体的な適用については特異ホモロジーを、群についてのそれは群コホモロジーを、それぞれ参照されたい。
位相空間に対しては、ホモロジー群は一般にホモトピー群よりもずっと計算しやすく、したがって、空間を分類する道具としてはより手軽に扱える。

## ホモロジー群の構成
ホモロジー群は以下のような手続きを経て作られる。
数学的対象、たとえば位相空間 X が与えられたとき、まず X の情報を抽出したチェイン複体 C(X) を構成する。チェイン複体はアーベル群や加群 C0, C1, C2, ... を境界作用素とよばれる群準同型 ∂n: Cn → Cn-1 でつないだもの
{\displaystyle \dotsb {\overset {\partial _{n+1}}{\longrightarrow \,}}C_{n}{\overset {\partial _{n}}{\longrightarrow \,}}C_{n-1}{\overset {\partial _{n-1}}{\longrightarrow \,}}\dotsb {\overset {\partial _{2}}{\longrightarrow \,}}C_{1}{\overset {\partial _{1}}{\longrightarrow \,}}C_{0}\longrightarrow 0,}
である。ただし、0 は自明な群を表し、i < 0 に対しては Ci ≡ 0 と定義する。
さらに、境界作用素 2 つの合成はいつでも 0 であるという要求も付け加える。つまり、すべての n に対して、
{\displaystyle \partial _{n}\circ \partial _{n+1}=0}
であるとする。右辺の 0 は群 Cn-1 の単位元への定数写像を意味する。このことは im(∂n+1) ⊆ ker(∂n) を意味する。
いま、各 Cn はアーベル群なので、im(∂n+1) は ker(∂n) の正規部分群である。さらに、この部分群を無視して考えたい。つまり、その差が im(∂n+1) に属するような 2 つの元は同値とみなし、ker(∂n) をその同値関係で分割するのである。X の n 次ホモロジー群 を剰余群（あるいは剰余加群）
Hn(X) = ker(∂n) / im(∂n+1)
によって定義する。また、ここでは ker(∂n) = Zn(X) と書き、im(∂n+1) = Bn(X) と書く。すると、
Hn(X) = Zn(X) / Bn(X)
である。ホモロジー群の元をホモロジー類という。
上の 2 つの群 Zn(X) と Bn(X) は巨大な群であることが多く計算は難しい一方で、その商であるホモロジー群 Hn(X) を計算するには、さまざまな道具がある。
単体複体 X の 単体的ホモロジー群 Hn(X) は、 C(X)n として「X の n 単体全体で生成される自由アーベル群」をとって得られる単体的チェイン複体 C(X) を使うことで定義される。特異ホモロジー群は任意の位相空間 X に対して定義され、単体複体については単体的ホモロジー群と一致する。
チェイン複体が完全系列であるとは、(n + 1) 番目の写像の像が、常に n 番目の写像の核に一致することである。X のホモロジー群はしたがって、それから決まるチェイン複体が「どれだけ完全でないか」を測る量である。
コホモロジー群の定義も形式的には同様である。まず、コチェイン複体から始める。これはチェイン複体とほとんど同じものであるが、群のあいだをつなぐ矢印は n の減少方向ではなく n の増加方向を向いている。矢印を dn で表すことにすると、群 ker(dn) = Zn(X) および群 im(dn-1) = Bn(X) は同じように定義され、さらに同様にコホモロジー群
Hn(X) = Zn(X) / Bn(X)
を得る。

## 例
ホモロジーを考える動機になる例は代数的位相幾何学に由来している。その例は単体複体 X の単体的ホモロジーである。ここで An は X の向き付けられた n 次元単体を生成元とする自由アーベル群である。写像は境界写像とよばれ、
{\displaystyle (a[0],a[1],\dots ,a[n])}
を頂点とする単体を、和
{\displaystyle \sum _{i=0}^{n}(-1)^{i}(a[0],\dots ,a[i-1],a[i+1],\dots ,a[n])}
に写す。ここでの右辺は、n = 0 のときには 0 であると考える。加群として、体上のものを取れば、X の n 次元ホモロジー群の次元は X の n 次元の「穴」の数であると考えることができる。
この例をモデルとして、任意の位相空間 X の特異ホモロジーを定義することができる。X に対するチェイン複体は、 An として
「n 次元単体 から X への連続写像全体で生成される自由アーベル群（あるいは自由加群）」をとることで定義できる。準同型 ∂n は単体の境界写像により誘導されるものである。
抽象代数においては、ホモロジーを用いて導来関手、たとえば Tor関手を定義できる。まず、加法的共変関手 F と加群 X から出発する。加群 X に対するチェイン複体は次のようにして定義される。
まず、自由加群 F1 と全射準同型 p1: F1 → X をえらぶ。次に自由加群 F2 と全射準同型 p2: F2 → ker(p1) をえらぶ。このように繰り返してゆき、自由加群 Fn と準同型 pn の列が定義できる。この列に関手 F を適用すると、チェイン複体が得られる。この複体のホモロジー Hn は F と X とのみに依存する。これを F の n 次導来関手の X における値であると定義する。

## ホモロジー関手
チェイン複体 {\displaystyle (d_{n}\colon A_{n}\rightarrow A_{n-1})} からチェイン複体 {\displaystyle (e_{n}\colon B_{n}\rightarrow B_{n-1})} への射を、準同型の列 {\displaystyle f_{n}\colon A_{n}\rightarrow B_{n}} であって任意の n に対して {\displaystyle f_{n-1}\circ d_{n}=e_{n}\circ f_{n}} が成立するようなものとして定義する。このようにしてチェイン複体は圏をなす。n 次元ホモロジー群 Hn はチェイン複体の圏からアーベル群（あるいは加群）の圏への共変関手であるとみなせる。
チェイン複体が対象 X に共変的に依存するものとする（つまり、任意の射 X → Y は X のチェイン複体から Y のチェイン複体への射を誘導するものとする）。このとき、Hn は X が属している圏からアーベル群（あるいは加群）の圏への共変関手である。
ホモロジーとコホモロジーとのただひとつの違いは、コホモロジーにおいてはチェイン複体が X に反変的に依存するという点で、したがってホモロジー群（この文脈ではこれをコホモロジー群と呼んで Hn と表す）は X の属する圏からアーベル群あるいは加群の圏への反変関手となる。

## 性質
チェイン複体 {\displaystyle (d_{n}:A_{n}\rightarrow A_{n-1})} において、有限個を除いて An がすべてゼロであり、ゼロでない An はすべて有限生成アーベル群（ないしは有限次元ベクトル空間であるとすると、そのチェイン複体のオイラー標数を
{\displaystyle \chi =\sum (-1)^{n}\,\mathrm {rank} (A_{n})}
によって定義できる（右辺の rank は、アーベル群の場合はその階数を意味し、ベクトル空間の場合には次元を意味する）。オイラー標数は、実はホモロジー群だけで計算できることがわかる。つまり、
{\displaystyle \chi =\sum (-1)^{n}\,\mathrm {rank} (H_{n})}
が成り立つ。これは、特に代数的位相幾何学においては、チェイン複体の元となった対象 X の重要な不変量 χ を計算する 2 つの方法を与えている。
チェイン複体の任意の短完全列
0 → A → B → C → 0
はホモロジー群の長完全列
{\displaystyle \cdots \rightarrow H_{n}(A)\rightarrow H_{n}(B)\rightarrow H_{n}(C)\rightarrow H_{n-1}(A)\rightarrow H_{n-1}(B)\rightarrow H_{n-1}(C)\rightarrow H_{n-2}(A)\rightarrow \cdots .\,}
を生み出す。この長完全列での一連の写像は、蛇の補題により与えられる連結準同型 {\displaystyle H_{n}(C)\rightarrow H_{n-1}(A)} を例外として、チェイン複体の間の写像から誘導されたものである。

## 歴史

### リーマン、曲面の連結度

円板及び円環上の横断線の例。円板は、図の破線部分を横断線として切断することで2つに分かれる。一方、円環上には切断しても2つに別れない横断線が存在する。

1851年、ベルンハルト・リーマンは学位論文「複素一変数関数の一般論の基礎」の中で曲面の連結度（connectivity）というものを考えた。これは次のように定義される。まず、曲面の境界上の2点を結ぶ曲線を横断線と呼ぶことにする。曲面が円板のような形をしている場合には、横断線で曲面を切断すると曲面が2つに分かれる。どのような横断線で切断しても曲面が2つに分かれるとき、そのような曲面を単連結と呼ぶことにする（現代の定義とは異なる）。ある任意の曲面が n 本の横断線によって切断したとき m 個の単連結な領域に分割されるならば、その曲面の連結度を n − m と定義する。例えば円板の連結度は −1 であり、円板から小さな円板をくり抜いた円環の連結度は 0 である。
この論文では考えている幾何学的対象に境界が存在することを仮定している。そして横断線というツールを使って連結度という数字（位相的不変量）が定義されている。リーマンは切断のアイデアをカール・フリードリヒ・ガウスから学んだとエンリコ・ベッチに語っている。ガウスは位置の幾何学、つまり現在トポロジーと呼ばれている数学の一分野について自分の研究成果を発表することは無かった。しかし位置の幾何学について書いた文章が数多く遺されており、終生興味を持ち続け熱心に研究していた。ガウスが位置の幾何学を重視していたことはリーマンにも影響を与えた。

円板及び円環上の閉曲線の例。円板上に描いた閉曲線は内部の領域の境界となる。一方、円環上に描いた閉曲線はそうはなっていない。現代的には1次元のホモロジー群の階数を見ていることになる。

1857年、リーマンは「アーベル関数の理論」と題した論文を公表する。この論文で再び曲面の連結性の数（connectedness number）という概念を考える。これは次のように定義される。曲面の上に n 本の閉曲線の族があり、どの閉曲線の組み合わせを取っても部分曲面の完全境界にならなかったとする。さらに、この族にどのような閉曲線を加えてもこの性質を満たさなくなるとする。このとき、この曲面を n + 1 重連結であると呼ぶ。例えば、円板は1重連結であり、円環は2重連結である。連結性の数は境界の無い曲面に対しても定義することができ、例えば球面の連結性の数は1である。連結性の数の定義に完全境界という概念を使ったのは正則関数を領域の境界に沿って線積分すると0になることによる。
ここには、考えている曲面の境界は考えず、連結性の数の定義においてツールとして用いる曲線が境界かどうかを考えるという、発想の転換があり、サイクルのなす群をバウンダリのなす群で割るというアイデアの原型を見ることができる。

### ベッチ、連結度の高次元化

中身の詰まったドーナツ。図に示した円板で切断しても2つに分かれない。

病弱だったリーマンは頻繁にイタリアに療養に出かけていた。イタリアでは友人のベッチに会っていた。
1863年、ベッチは友人でもあり同僚でもある Tardy に宛てた手紙の中で、リーマンと空間の連結度について話し合い、空間の連結度についてのアイデアが明確になった、と書いている。ベッチが手紙に書いた空間の連結度とは次のように定義される。まず単連結の概念を高次元化する。空間が単連結であるとは、すべての閉曲面がある部分空間の境界になり、すべての閉曲線がある部分曲面の境界になることとする（現代の定義とは異なる）。例えば中身の詰まった球は単連結である。そして、空間の連結度が (m, n) であるとは、空間を単連結にするために必要な曲面による切断が m 回、曲線による切断が n 回であることと定義する。例えば中身の詰まったドーナツを考える。これは単連結ではないが、ドーナツの一部を円板に沿って切断すれば単連結になるので、この空間の連結度は (1, 0) である。ベッチが手紙に書いている連結度はリーマンの学位論文に見られるアイデアを高次元化したものと思える。
1866年、リーマンが39歳で死亡する。
1871年、ベッチは "Sopra gli spazi di un numero qualunque di dimensioni" と題した論文を公表する。こちらでは、高次元空間の m 次元の連結度を m + 1 次元部分空間の境界にならない m 次元部分空間の最大数として定義しているようである。これは、リーマンの1857年の論文「アーベル関数の理論」におけるアイデアを高次元化したものと思える。

### ポアンカレ、ホモロジー
1895年、ポアンカレは記念碑的な論文「位置解析」を公表する。この中でポアンカレは多様体の部分多様体の形式和にホモロジーという同値関係を定義し、これを基礎に多様体の連結度の新しい定義を与えた。そしてこれをベッチ数と呼んだ。ポアンカレは、ベッチ数は考えているがホモロジー群は考えていなかった（基本群は考えている）。
なお、ポアンカレの論文のタイトルにもなっている「位置解析」（Analysis Situs）という言葉はゴットフリート・ライプニッツによる。

### ネーター、数から群へ
ホモロジー群の概念はエミー・ネーターにより見出された。ある伝承によれば、それは1926年、アクサンドロフとハインツ・ホップがレフシェッツ不動点定理の証明の難しい部分について研究していたときのことであったという。彼らがこれについてネーターと議論したとき、ベッチ数ではなくホモロジー群を考えその群の適当な自己準同型の跡を考えれば証明が分かりやすくなることを彼女が指摘したという。また別の伝承によれば、彼女はベッチ数とねじれ係数（torsion coefficients）はあるアーベル群の標準的な不変量と見るべきもので、そのアーベル群こそがホモロジー的連結度の概念的定式化のための適切なツールだと単に見抜いたとされている。他の説によれば、それは1925年のことであったという。彼女がドイツ数学会の年次報告で有限生成アーベル群の構造定理のベッチ数とねじれ係数への応用について言及し、そしてゲッティンゲンの講義においてホモロジーとは単にベッチ数やねじれ係数ではなくアーベル群なのだと指摘したという。彼女は、研究の主眼はホモロジー群に置くべきだと強調したと伝えられている。今となっては何が真実か定かではないが、はっきりしていることは、ネーターが1925年に有限生成アーベル群の構造定理のベッチ数・ねじれ係数への応用について言及したこと、1932年のアレクサンドロフの本『位相幾何学の基礎概念』の中でホモロジー群が使われていること、1935年のアレクサンドロフとホップの共著『Topologie』の序文でネーターの助言に対して謝辞が述べられていることである。
また、これと独立に、レオポルト・ヴィートリスとヴァルター・マイヤーも1925年から28年にかけてホモロジー理論を発展させている。これより前の時代には、組合せ位相幾何学においてホモロジー類にあたるものはアーベル群をなすとは考えられていなかった。ホモロジー群の急速な普及により、用語が変更され、「組合せ位相幾何学」の立場から「代数的位相幾何学」への移行が起こった。